# John Dalrymple, 1:e earl av Stair

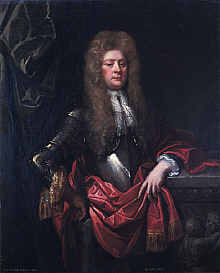
John Dalrymple, 1:e earl av Stair.

John Dalrymple, 1:e earl av Stair, född 1648, död den 8 januari 1707, var en skotsk jurist och politiker, son till James Dalrymple, 1:e viscount Stair, far till John Dalrymple, 2:e earl av Stair. 
Dalrymple blev advokat 1672 och utsattes på 1680-talet, liksom fadern, för förföljelser till följd av sin stränga protestantism. Av Vilhelm av Oranien utnämndes han 1688 till "lord advocate". 
Han blev 1691 en av dennes skotska statssekreterare. År 1692 var Dalrymple en av anstiftarna till massakern vid Glencoe, i det att han tillrådde Vilhelm att förfara strängt mot höglandsklanerna. 
Vid underrättelsen om, att klanen Macdonald (som var ökänd för sina boskapsstölder) inte inom stadgad tid avlagt trohetsed, av kungen utverkade ett brev, där befallning gavs att "utrota detta rövarband". 
Trots att han inte var ansvarig för det lömska sätt, varpå befallningen utfördes, ådrog han sig 1695 klander i en adress från skotska parlamentet för sitt åtgörande i saken och nedlade då sitt ämbete. 
År 1703 upphöjdes Dalrymple till earl av Stair och var under sitt sista levnadsår, särskilt genom förtroliga underhandlingar med partiledarna, en av de verksammaste vid engelsk-skotska unionens ingående.